# Pont Albert-Louppe
Le pont Albert-Louppe, d'abord appelé pont de Plougastel et encore appelé premier pont de Plougastel, est un pont franchissant l'embouchure de l'Élorn dans la rade de Brest pour relier les communes de Plougastel-Daoulas au Relecq-Kerhuon.
Sa construction, décidée le 22 septembre 1922 et autorisée par une loi du 2 juillet 1924, eut lieu entre 1926 et 1930. Le contrat signé entre le Conseil Général et l'entreprise Limousin prévoyait que celle-ci ne serait payée que si le coffrage des 3 travées était réalisé. L'entrepreneur et Eugène Freyssinet, confiants dans leurs méthodes innovantes, ont donc préfinancé la construction de l'ouvrage à leurs risques et périls, ce qui peut être vu comme une préfiguration des contrats PPP et des contrats Conception-Construction. Eugène Freyssinet, par cette réalisation et bien d'autres (hangars aéronautiques au Bourget par exemple) a été le précurseur de la précontrainte et des ouvrages en béton armé et précontraints.
En 1994, il est doublé, pour fluidifier la circulation, par le pont de l'Iroise qui lui est quasi parallèle.

## Origine du nom
Le pont tient son nom de l'ancien sénateur du Finistère et ingénieur Albert Louppe, né en 1856 et mort en 1927 alors qu'il était encore en mandat au Sénat. C'est Albert Louppe, en tant que président du conseil général du Finistère, qui a obtenu la construction de ce pont quelques années plus tôt.

## Histoire

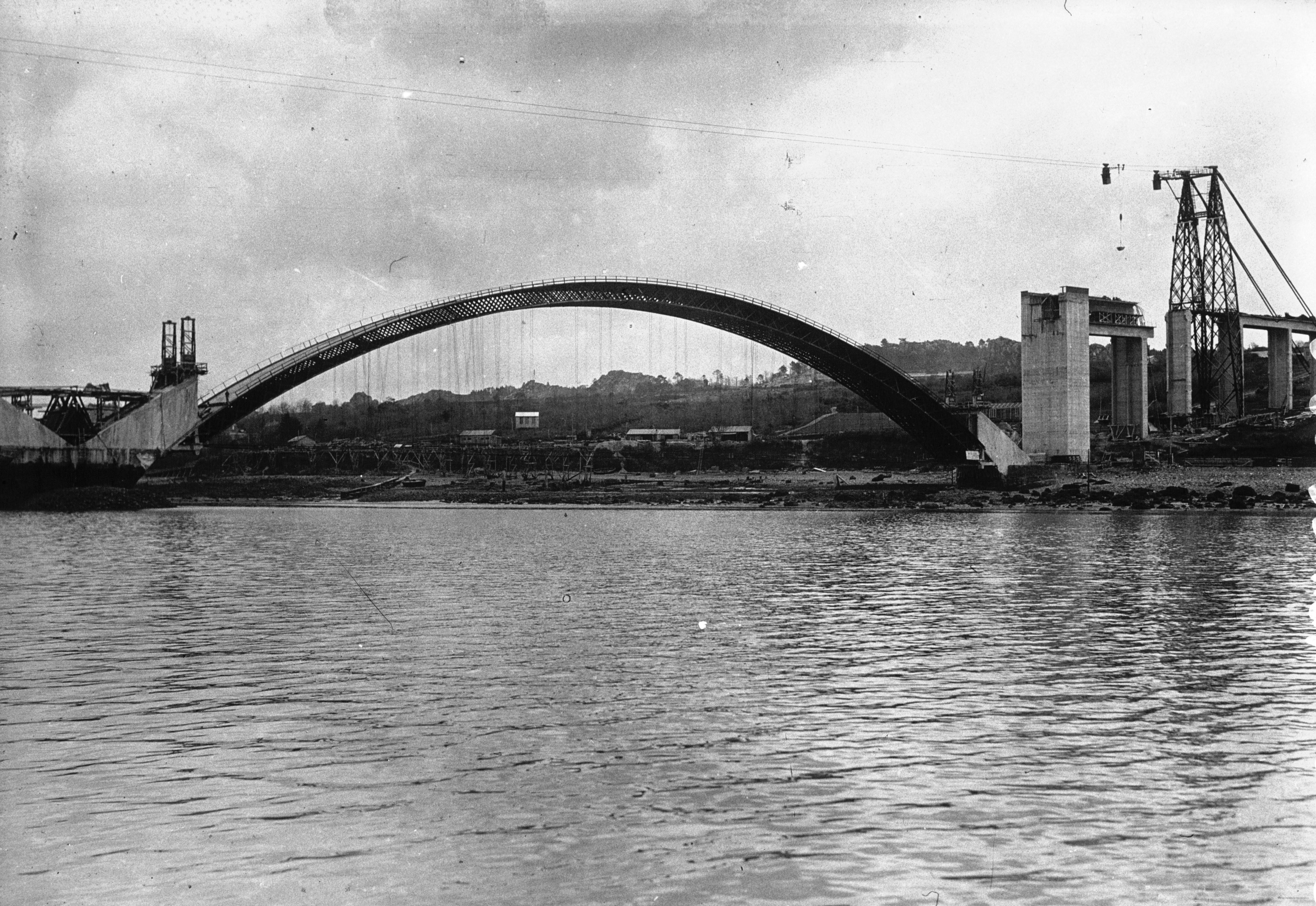
Le pont de Plougastel (futur pont Albert-Louppe) en construction (1928)

Fleuron de la technologie française, le pont est inauguré le 9 octobre 1930 par le président de la République française, Gaston Doumergue, en personne, et par le maire de Plougastel, Mathurin Thomas ; trois jours plus tard, le 12, le pont est béni par l’évêque de Quimper, Adolphe Duparc, accompagné de cinquante mille personnes. Sa construction a été périlleuse, car il était impossible de construire un échafaudage sur ce site, soumis à des vents violents et de fortes marées. Ainsi, lorsque les fondations et l'amorce des piles ont été construites, un cintre en bois cloué de 300 tonnes réalisé sur la rive, supporté par des poutres légères et haubané par des câbles, servit temporairement de support au bétonnage des trois arches. Les arches ont été progressivement coulées, chacune d'entre-elles a été réalisée par sections successives.
En 1944, pendant la Seconde Guerre mondiale, l'armée allemande détruit la première arche du pont (côté Brest) pour le rendre inutilisable par les Alliés.
En 1949, l'ouvrage est ré-inauguré après élargissement et reconstruction. Il est de nouveau élargi dans les années 1960.
Dans les années 80, le pont en deux fois une voie connaissait un trafic moyen de vingt-huit mille véhicules par jour et il y avait de fréquents embouteillages qui gênaient les habitants de Plougastel et des alentours pour aller travailler à Brest. Le second pont de Plougastel, le pont de l'Iroise, a donc été construit.
À la mise en service du pont de l'Iroise, le pont Albert-Louppe est déclassé pour la circulation automobile ; il était réservé aux deux-roues, aux tracteurs et aux piétons. En 2019, devant la dégradation du pont Albert Louppe, les tracteurs, derniers véhicules motorisés autorisés, sont interdits et sont envoyés sur le pont de l'Iroise, tandis que les piétons n'ont plus le droit de passer par-dessous le pont, en dehors du GR-34 côté Le Relecq-Kerhuon.
Le Ministère de la Culture a labellisé le pont Albert-Louppe « Patrimoine du XXe siècle ».
En 2022, faute d'entretien, le pont est menacé de destruction en raison des fragments qui se détachent de ses trois arches.

## Description
Le pont Albert-Louppe est un pont en arc encastré avec tablier à deux niveaux. Le niveau supérieur est routier (maintenant réservé aux piétons, deux-roues et véhicules lents). Le niveau inférieur devait recevoir la ligne de chemin de fer Quimper-Brest mais n'a jamais été utilisé. Le paysage pittoresque du site ne devait pas être enlaidi par un ouvrage d'art construit en béton, matériau jugé laid à l'époque (employé car économique), aussi le dessin du pont devait être tout à la fois harmonieux et puissant, ce que réussit avec brio Freyssinet.
L'architecte du pont est Eugène Freyssinet, et Limousin l'entreprise de construction.
Les arches du pont constituaient à l'époque le record mondial de portée des ponts en arc de béton : 173 mètres. Les arcs culminent à 27,5 mètres au-dessus de l'eau et plus de 42 mètres au-dessus du fond de la rivière. Le pont fait 888 mètres de long. La poutre du tablier fait 9 mètres de large.
À ses extrémités veillent quatre statues du sculpteur René Quillivic.

## Galerie photos

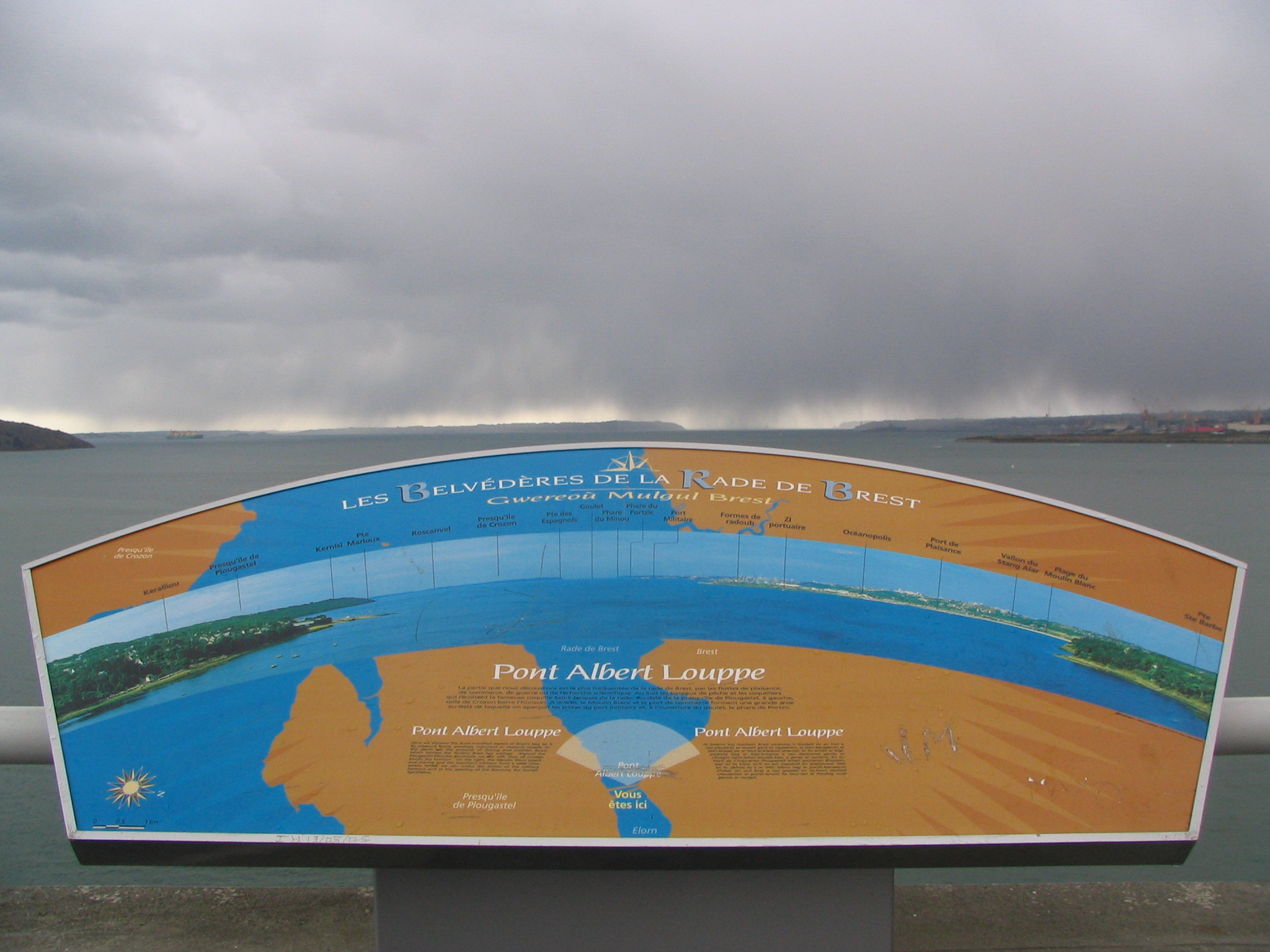
Panneau belvédère de la rade de Brest
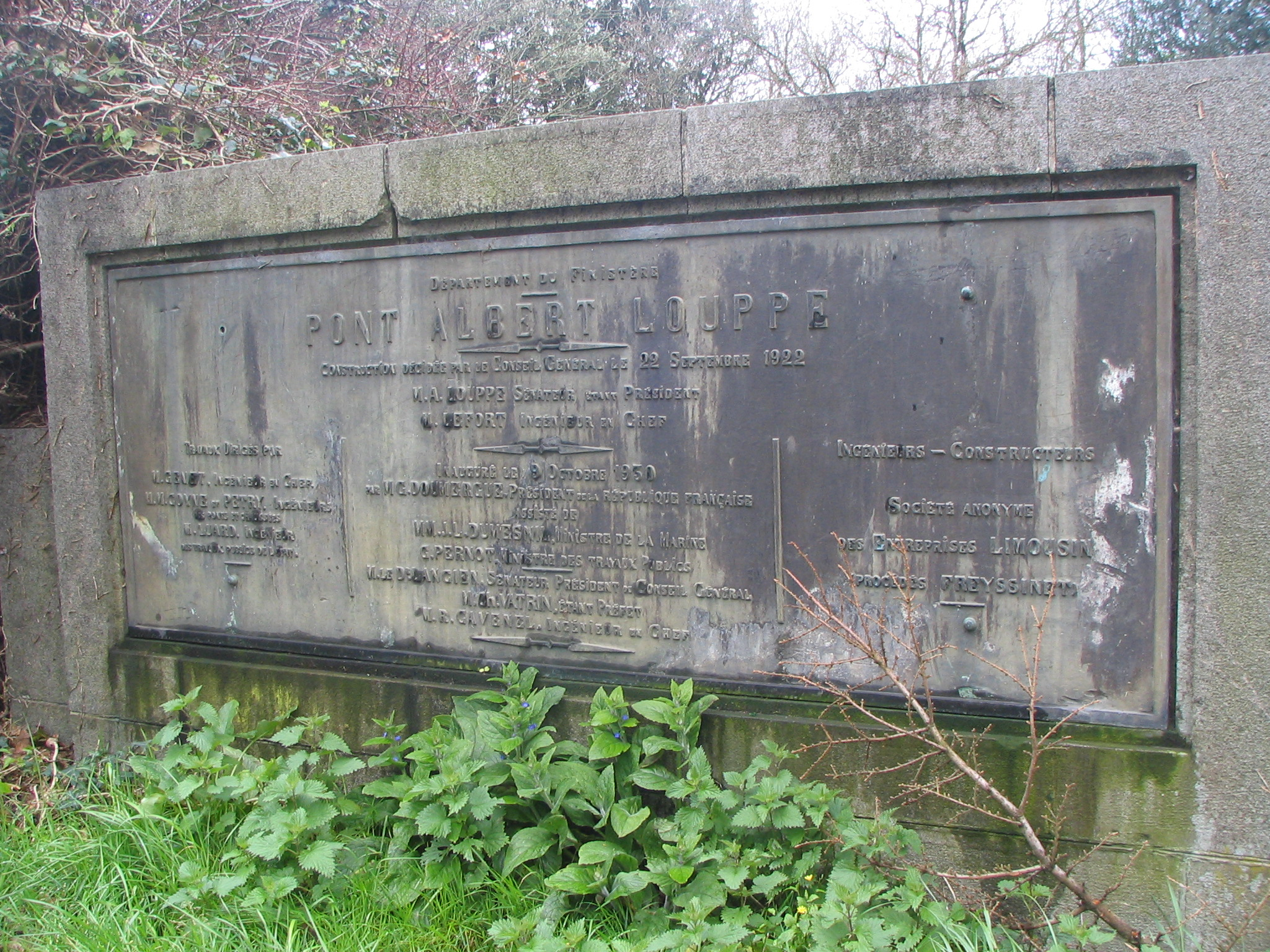
Plaque commémorative du pont Albert-Louppe